# Who Knows Who
Who Knows Who is een nummer van de Britse rockgroep Muse en Mike Skinner. Het nummer, wat eigenlijk niet bedoeld was voor uitgave, is in augustus 2008 op diverse Muse-forums gelekt.
Meer dan een jaar later, op 7 september 2009, werd het nummer uitgebracht als B-kant van de 7"-versie van Uprising. De tekst is geschreven door Skinner en de muziek door Matthew Bellamy.